# Boreidae
I Boreidi (Boreidae) sono una famiglia d'insetti appartenente all'ordine dei mecotteri.
Boreus hyemalis è il rappresentante più noto; si tratta di un minuscolo insetto simile ad un piccolo grillo.  È noto, in lingua inglese, sotto la denominazione di "snow flea" ovvero "pulce della neve".

## Biologia
Il loro periodo di attività è strettamente legato al freddo.
Autunno e inverno, le stagioni di massima attività degli adulti.
Si nutrono di muschi, tra i quali vivono.